# Teatro Aliança Francesa
Teatro Aliança Francesa é um teatro localizado na Vila Buarque, na cidade de São Paulo.

## História
Segundo informações do local, o teatro foi inaugurado em março de 1964 com a comédia O Ovo. Segundo O Estado de S.Paulo, o grupo franco-brasileiro Le Strapontin foi o primeiro a se apresentar no local com A Lição, de Ionesco. A construção está instalada dentro de um centro dedicado à cultura francesa (a Alliance Française), recebendo peças de temas variados.
Ja passaram pelo palco do Aliança Francesa, artistas como Marília Pêra, Antônio Fagundes, Eva Wilma, Regina Duarte, Stenio Garcia, Gianfrancesco Guarnieri, Sérgio Cardoso, entre outros.

## Crítica
Em 28 de setembro de 2014, foi publicado na Folha de S.Paulo o resultado da avaliação feita pela equipe do jornal ao visitar os sessenta maiores teatros da cidade de São Paulo. O local foi premiado com duas estrelas, uma nota "ruim", com o consenso: "Instalado em um centro dedicado à cultura francesa, também recebe produções nacionais. Destaque para a bonbonnière, com quitutes típicos da França. Perdeu pontos pelos corredores estreitos e pela luz externa, que surgia quando alguém entrava. A assessoria disse que os corredores são amplos e que cortinas pretas impedem o vazamento de luz."